# Shenmo
Le shenmo (chinois simplifié : 神魔小说 chinois traditionnel : 神魔小說 pinyin : shénmó xiǎoshuō) est un sous-genre de la littérature fantastique chinoise qui tourne autour des divinités, immortels, démons et monstres de la mythologie chinoise. Le terme shenmo xiaoshuo, inventé au début du XXe siècle par l'écrivain et historien littéraire Lu Xun, signifie littéralement « roman sur les dieux et les démons ». Les œuvres les plus représentatives de la fiction shenmo sont les romans La Pérégrination vers l'Ouest et L'Investiture des dieux.

## Histoire
Le shenmo est apparu pour la première fois sous la dynastie Ming en tant que genre de fiction vernaculaire, un style d'écriture basé sur le chinois parlé plutôt que sur le chinois classique. Les racines du genre se trouvent dans les contes et légendes populaires traditionnels. Les éléments de l'intrigue comme l'utilisation de la magie et de l'alchimie sont dérivés de la mythologie et de la religion chinoises, notamment du taoïsme et du bouddhisme, populaires parmi les intellectuels Ming.
Les Trois Sui écrasent la révolte des démons (en) (三遂平妖傳, rédigé vers le XIVe siècle de notre ère) est un roman sur les dieux et les démons attribué à Luo Guanzhong. Dans l'histoire, Wang Ze commence une rébellion contre le gouvernement avec l'aide de la magie. Les Quatre voyages (en) (四遊記, rédigé vers le XVIe siècle de notre ère) est une autre œuvre shenmo ancienne composée de quatre romans et publiée sous la dynastie sous forme de compilation d'histoires populaires. L'Histoire de Han Xiangzi (en) (韓湘子全傳, rédigé vers le XVIIe siècle de notre ère), un roman taoïste de la même période, partage également ce thème surnaturel mais contient des connotations religieuses plus profondes.
Les exemples les plus connus de fiction shenmo sont La Pérégrination vers l'Ouest (西遊記, rédigé vers le XVIe siècle de notre ère) et L'Investiture des dieux (封神演義, rédigé vers le XVIe siècle de notre ère). La Pérégrination vers l'Ouest en particulier est considéré par les critiques littéraires chinois comme le chef-d'œuvre des romans shenmo. La paternité du roman est attribuée à Wu Cheng'en et il a été publié pour la première fois en 1592 par Shitedang, une maison d'édition Ming. Sa popularité a inspiré une série de copies qui ont emprunté des éléments d'intrigue au livre.

### Comédiesshenmodes dynasties Ming et Qing
Les œuvres ultérieures de fiction shenmo s'éloignent des thèmes purement fantastiques de romans comme La Pérégrination vers l'Ouest. Elle parlent encore ostensiblement de monstres et de dieux, mais comportent des thèmes plus humanistes. À la fin de la dynastie Ming et au début de la dynastie Qing, un sous-genre de shenmo comique émerge.
Les œuvres grotesques de la dynastie Qing (qiangze xiaoshuo) font référence aux motifs surnaturels du shenmo xiaoshuo, mais dans les œuvres Qing, la division entre le réel et l'irréel est moins nette. Le surnaturel est placé en dehors des cadres fantastiques conventionnels et présenté comme une partie naturelle d'un monde réaliste, ce qui donne sa nature grotesque. Ce trait est incarné dans La Pérégrination vers l'Ouest et d'autres parodies de shenmo de la fin de la dynastie Qing. Dans Une ridicule Pérégrination vers l'Ouest (Wuli qunao zhi xiyouji) de Wu Jianwen, le protagoniste, un gibbon aux bras nus, une version plus vénale de Sun Wukong, aide le roi des vautours qui est incapable de soutirer de l'argent d'un poisson sans le sou qu'il a attrapé et laissé tomber dans une flaque d'eau.
Le singe revient dans une autre histoire de Wu Jianwen, Longue vie à la Constitution (Lixian wansui), et se dispute avec d'autres personnages de La Pérégrination vers l'Ouest au sujet d'une constitution pour le Paradis. Les quatre personnages principaux du roman, le singe, Tang Sanzang, Zhu Bajie, et Sha Wujing, voyagent dans le Shanghai moderne dans La Nouvelle Pérégrination vers l'Ouest (Xin xiyouji) de Lengxue. À Shanghai, ils se mêlent aux prostituées, souffrent de toxicomanie et jouent à des jeux de mah-jong. La Pérégrination vers l'Ouest n'est pas le seul roman sur les dieux et les démons tourné en dérision. La Nouvelle Investiture des Dieux (Xin Fengshenzhuan) est une parodie de Dalu qui est publiée sous forme de comédie guji xiaoshuo.
Les romans de ce sous-genre comprennent une révision étendue de La Révolte du sorcier, Quel genre de livre est-ce ? (Hedian), Romance du meurtre du diable (Zhanggui zhuan) et Réprimer les démons (Pinggui zhuan). Au lieu de se concentrer uniquement sur un royaume surnaturel, les comédies shenmo utilisent la fantasy comme un commentaire social sur les folies du monde humain. Lu Xun avance la théorie que le genre shenmo aurait façonné les œuvres satiriques écrites plus tard sous la dynastie Qing. Le genre a également influencé les romans de science-fiction de la fin de la dynastie Qing.

### XXesiècle
La littérature shenmo décline au début du XXe siècle. La génération d'écrivains qui suit le mouvement du 4 Mai rejette la fantasy au profit d'un réalisme littéraire influencé par les tendances de la littérature européenne du XIXe siècle. Les écrivains chinois considèrent les genres fantastiques comme le shenmo comme superstitieux et comme le produit d'une société féodale. Les histoires de dieux et de monstres sont considérées comme un obstacle à la modernisation de la Chine et au progrès scientifique. L'écrivain Hu Shi écrit que les sorts et les créatures magiques de la fiction chinoise sont plus nocifs pour le peuple chinois que les germes découverts par Louis Pasteur. Les histoires surnaturelles sont dénoncées pendant la révolution culturelle, une époque où « Éliminez tous les démons des vaches et les esprits des serpents (en) » est un slogan communiste populaire.
Le shenmo et d'autres genres fantastiques connaissent un renouveau à Taiwan, Hong Kong puis, plus tard, en Chine continentale après la fin de la révolution culturelle. De retour dans la culture populaire chinoise, la fantasy a peuplé le cinéma, la télévision, la radio et la littérature. Les écrivains contemporains utilisent fréquemment des thèmes surnaturels pour accentuer l'atmosphère surnaturelle de leurs œuvres.

## Étymologie
Le terme shenmo xiaoshuo est inventé par l'écrivain et historien littéraire Lu Xun dans son livre Une brève histoire du roman chinois (en) (1930), qui comporte trois chapitres sur le genre. L'historien littéraire Mei Chun traduit le terme de Lu Xun par « surnaturel/fantastique ». Le terme est adopté comme convention par les générations de critiques littéraires chinois qui lui succèdent. Dans leur traduction de 1959 du livre de Lu Xun, Gladys Yang et Yang Xianyi traduisent shenmo par « Dieux et démons, ». Lin Chin, un historien de la littérature chinoise, classe les romans fantastiques de la dynastie Ming sous le terme de shenguai xiaoshuo, « romans de dieux et de phénomènes étranges ».

## Adaptations notables
L'adaptation télévisée (en) de 1986 de La Pérégrination vers l'Ouest est l'une des adaptations les plus connues du roman.
De 1996 à 2000, Ryū Fujisaki a publié le manga Hoshin - L'Investiture des Dieux dans le Weekly Shōnen Jump. L'histoire et les personnages sont basés sur L'Investiture des dieux.
En août 2020, une société chinoise publie une vidéo de gameplay de Black Myth: Wukong mettant en vedette des personnages basés sur La Pérégrination vers l'Ouest.